# Eduard Hoesch

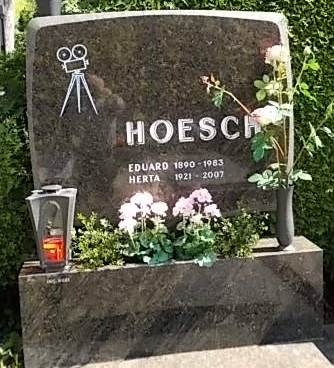
Grabstätte von Eduard Hösch

Eduard Hoesch (* 15. März 1890 in Wien, Österreich-Ungarn; † 5. November 1983 ebenda, Österreich) war ein österreichischer Kameramann und Filmproduzent.

## Leben
Bereits 1908 begann er seine Filmkarriere als Kameramann beim Literaten und Regisseur Felix Dörmann und war somit einer der Kamerapioniere des österreichischen Films. Ab 1913 war er in selber Funktion für Sascha Kolowrat-Krakowsky und seine Sascha-Film tätig. Neben seiner Tätigkeit in Spielfilmen drehte er auch für viele Wochenschauproduktionen im In- und Ausland. Während des Ersten Weltkriegs fungierte er als Kriegsberichterstatter. 1917 wurde er von Kaiser Karl zu dessen „persönlichem Operateur“ ernannt. So filmte er ihn etwa, als er im Propagandafilm „Unser Kaiser“ für das Waffenglück seiner Truppen betete. In der Blütezeit des deutschsprachigen Stummfilms in den 1920er-Jahren war er Kameramann in rund 90 Stummspielfilmen. Ab etwa 1930 drehte er noch für in etwa ebenso viele Tonspielfilme. 1936 war er für die Kamera in dem Spielfilm Drei Mäderl um Schubert zuständig. Paul Hörbiger spielte Franz Schubert.
Nach dem Zweiten Weltkrieg gründete er seine eigene Produktionsfirma, die „Donau-Filmproduktion Eduard Hoesch“, und war Regisseur des ersten österreichischen Films der Nachkriegszeit: Der weite Weg. In dieser Produktion war er aufgrund Personalmangels auch noch Produzent, Autor, Produktions- und Aufnahmeleiter. Als Produzent war er noch bis 1962 tätig.
Kurz vor seinem 90. Geburtstag erhielt er die Ehrenmedaille des Österreichischen Filmarchivs. Sein Nachlass ist dem Filmarchiv Austria erhalten.
Seine letzte Ruhestätte befindet sich auf dem Heiligenstädter Friedhof (N-11-41) in Wien.

## Filmografie
- 1918: Varázskeringö
- 1919: Lu, a kokott
- 1919: A víg özvegy
- 1919: Der Idiot
- 1920: Königin Draga
- 1921: Glaube und Heimat
- 1921: Drakula halála
- 1921: Das grinsende Gesicht
- 1921: Unter der Knute des Schicksals
- 1921: Die Totenhand
- 1921: Gevatter Tod
- 1922: Meriota, die Tänzerin
- 1922: Die trennende Brücke
- 1922: Fatmes Errettung
- 1922: Homo sum
- 1922: Der Kaufmann von Venedig
- 1922: Die drei Zigarren
- 1922: Länglichs Himmelfahrt
- 1923: Die kleine Sünde
- 1924: Hotel Potemkin
- 1924: Max, der Zirkuskönig
- 1925: Oberst Redl
- 1925: Ein Walzer von Strauß
- 1926: Die Brandstifter Europas
- 1926: Hoheit tanzt Walzer
- 1926: Der Jüngling aus der Konfektion
- 1927: Deutsche Frauen – Deutsche Treue
- 1927: Liebelei
- 1927: Das Fürstenkind
- 1927: Der Orlow
- 1927: Wenn Menschen reif zur Liebe werden
- 1928: Du sollst nicht stehlen
- 1928: Der fesche Husar
- 1928: Der fidele Bauer
- 1928: Haus Nummer 17
- 1928: Die kleine Sklavin
- 1928: Dyckerpotts Erben
- 1928: Die schönste Frau von Paris
- 1928: Die Wochenendbraut
- 1928: Der Zarewitsch
- 1928: Die lustigen Vagabunden
- 1929: Quartier Latin
- 1929: Der Leutnant Ihrer Majestät
- 1929: Spiel um den Mann
- 1929: Schwarzwaldmädel
- 1929: Frühlings Erwachen
- 1930: Tonka Sibenice
- 1930: Das Kabinett des Dr. Larifari
- 1930: Komm' zu mir zum Rendezvous
- 1930: Die Galgentonitonischka
- 1930: El amor solfeando
- 1930: L'amour chante
- 1930: Ein Mädel von der Reeperbahn
- 1930: Der Fleck auf der Ehr'
- 1931: Aféra plukovníka Rédla
- 1931: Der Fall des Generalstabs-Oberst Redl
- 1931: Der Tanzhusar
- 1931: Gesangverein Sorgenfrei
- 1931: Er und sein Diener
- 1931: Hyppolit a lakáj
- 1931: Kadetten
- 1931: Das Schicksal einer schönen Frau (Madame Blaubart)
- 1931: Ein Auto und kein Geld
- 1932: Hasenklein kann nichts dafür
- 1932: Ja, treu ist die Soldatenliebe
- 1932: Le triangle de feu
- 1933: Lachende Erben
- 1933: Ein gewisser Herr Gran
- 1933: Un certain monsieur Grant
- 1933: Lisetta
- 1933: Das Lied der Sonne
- 1934: Die Freundin eines großen Mannes
- 1934: Das Blumenmädchen vom Grand-Hotel
- 1934: Eine Frau, die weiß, was sie will
- 1934: Frasquita
- 1934: Der Herr ohne Wohnung
- 1934: La canzone del sole
- 1935: Die Fahrt in die Jugend
- 1935: Vorstadtvarieté
- 1935: Lockspitzel Asew
- 1935: Der Himmel auf Erden
- 1935: Der Kosak und die Nachtigall
- 1935: Eva
- 1935: Der Mann mit der Pranke
- 1935: Knox und die lustigen Vagabunden (Zirkus Saran)
- 1935: Im weißen Rößl
- 1936: Der König lächelt – Paris lacht
- 1936: Rendezvous in Wien
- 1936: Der müde Theodor
- 1936: Befehl ist Befehl
- 1936: Die Puppenfee
- 1936: Drei Mäderl um Schubert
- 1936: Das Frauenparadies
- 1936: Fiakerlied
- 1937: Der Mann, von dem man spricht
- 1937: Unentschuldigte Stunde
- 1937: Fremdenheim Filoda
- 1937: Die verschwundene Frau
- 1937: Florentine
- 1938: Abenteuer in Marokko
- 1938: Dreizehn Stühle
- 1938: Der Optimist
- 1939: Drunter und drüber
- 1939: Liebe – streng verboten!
- 1939: Parkstrasse 13
- 1939: Roman eines Arztes
- 1939: Das Glück wohnt nebenan
- 1940: Der ungetreue Eckehart
- 1940: Angelika
- 1940: Polterabend
- 1940: Die lustigen Vagabunden
- 1941: Alarm
- 1941: Spähtrupp Hallgarten
- 1941: Oh, diese Männer
- 1941: Alles für Gloria
- 1941: Menschen im Sturm
- 1942: Drei tolle Mädels
- 1942: Weiße Wäsche
- 1942: Meine Frau Teresa
- 1943: Floh im Ohr
- 1943: Die Wirtin zum Weißen Rößl
- 1943: Kollege kommt gleich
- 1943/46: Peter Voss, der Millionendieb
- 1944: Die Hochstaplerin
- 1944: Der große Preis
- 1944: Der Mann, dem man den Namen stahl
- 1944/49: Der große Fall
- 1944/50: Vier Treppen rechts
- 1946: Der weite Weg
- 1947: Wiener Melodien
- 1947: Urlaub im Schnee
- 1948: Arlberg-Express
- 1948: Der Herr Kanzleirat
- 1948: Verlorenes Rennen
- 1949: Liebling der Welt
- 1950: Das vierte Gebot
- 1950: Auf der Alm, da gibt’s koa Sünd
- 1951: Kleiner Peter, große Sorgen (Stadtpark)
- 1951: Der fidele Bauer
- 1952: Ich hab’ mich so an dich gewöhnt
- 1952: Die Wirtin von Maria Wörth
- 1954: Die Perle von Tokay
- 1954: Der erste Kuß
- 1955: Du bist die Richtige
- 1955: Ihr erstes Rendezvous
- 1956: Rosmarie kommt aus Wildwest
- 1956: Liebe, Sommer und Musik
- 1957: Der schönste Tag meines Lebens
- 1958: Der Page vom Palast-Hotel
- 1958: Auch Männer sind keine Engel (Wiener Luft)
- 1958: Skandal um Dodo
- 1959: Traumrevue
- 1959: Wenn die Glocken hell erklingen
- 1962: Romanze in Venedig